# Six Litanies for Heliogabalus
Six Litanies for Heliogabalus è un album in studio del compositore statunitense John Zorn ed il terzo album in studio del Moonchild Trio. Fu pubblicato il 27 marzo 2007 dalla Tzadik Records. Questo è il primo album del Moonchild Trio che contiene membri aggiuntivi. Le note presenti nel libretto del CD indicano che il soggetto d'ispirazione per questo album è l'imperatore romano Eliogabalo.

## Tracce
Musiche di John Zorn.
1. Litany I – 7:53
2. Litany II – 7:06
3. Litany III – 10:36
4. Litany IV – 8:13
5. Litany V – 4:30
6. Litany VI – 6:16

Durata totale: 44:34

## Formazione

### The Moonchild Trio
- John Zorn - sassofono contralto, produttore, arrangiatore, direttore
- Mike Patton - voce
- Joey Baron - batteria
- Trevor Dunn - basso

### Membri aggiuntivi
- Ikue Mori - elettrofoni
- Jamie Saft - organi
- Martha Cluver - cori
- Abby Fischer - cori
- Kristen Sollek - cori